# Monsieur Hulot
Monsieur Hulot is een personage, bedacht en gespeeld door Jacques Tati in meerdere van zijn films.

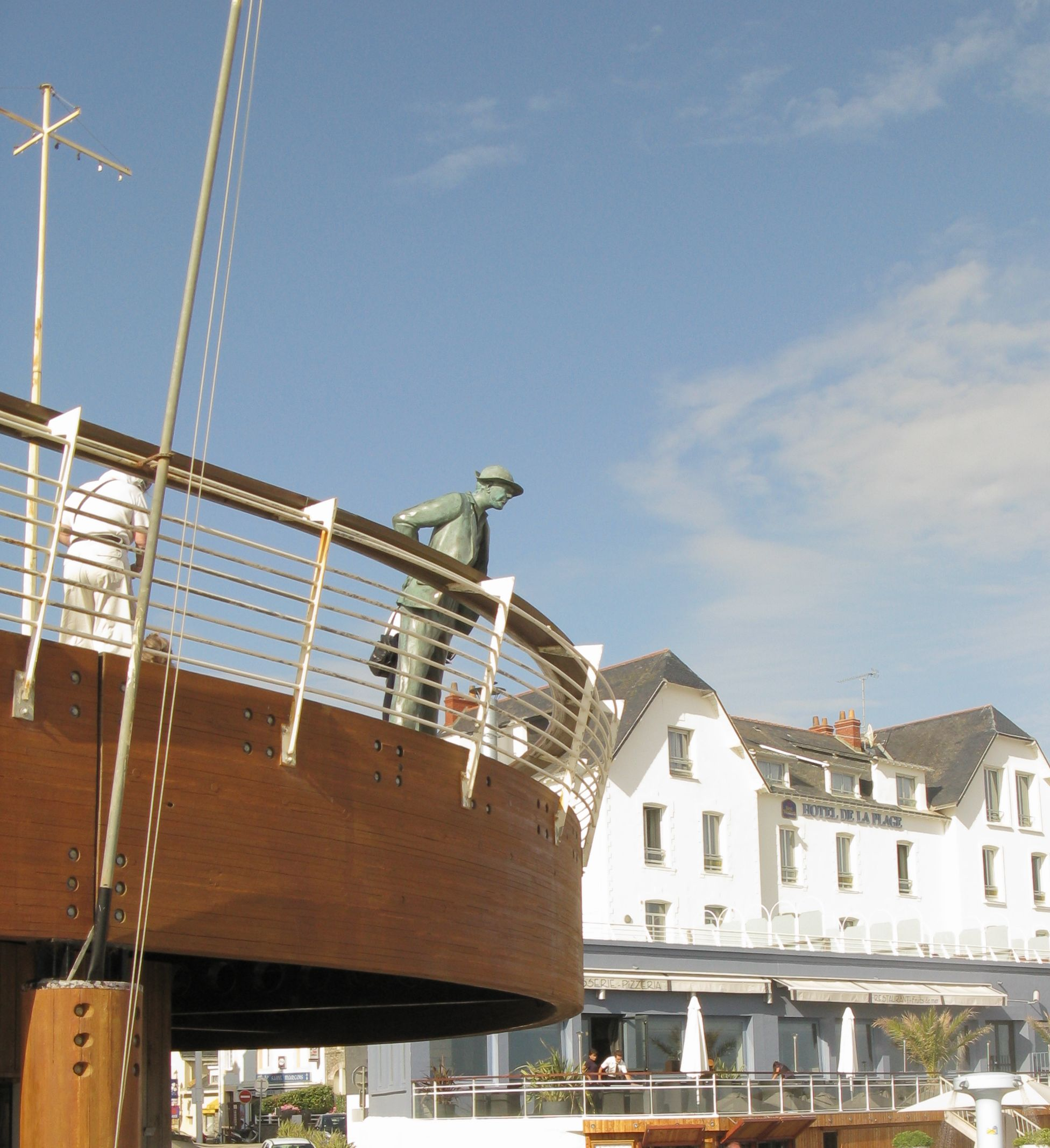
Het standbeeld van monsieur Hulot en het Hôtel de la Plage, Saint-Marc-sur-Mer.

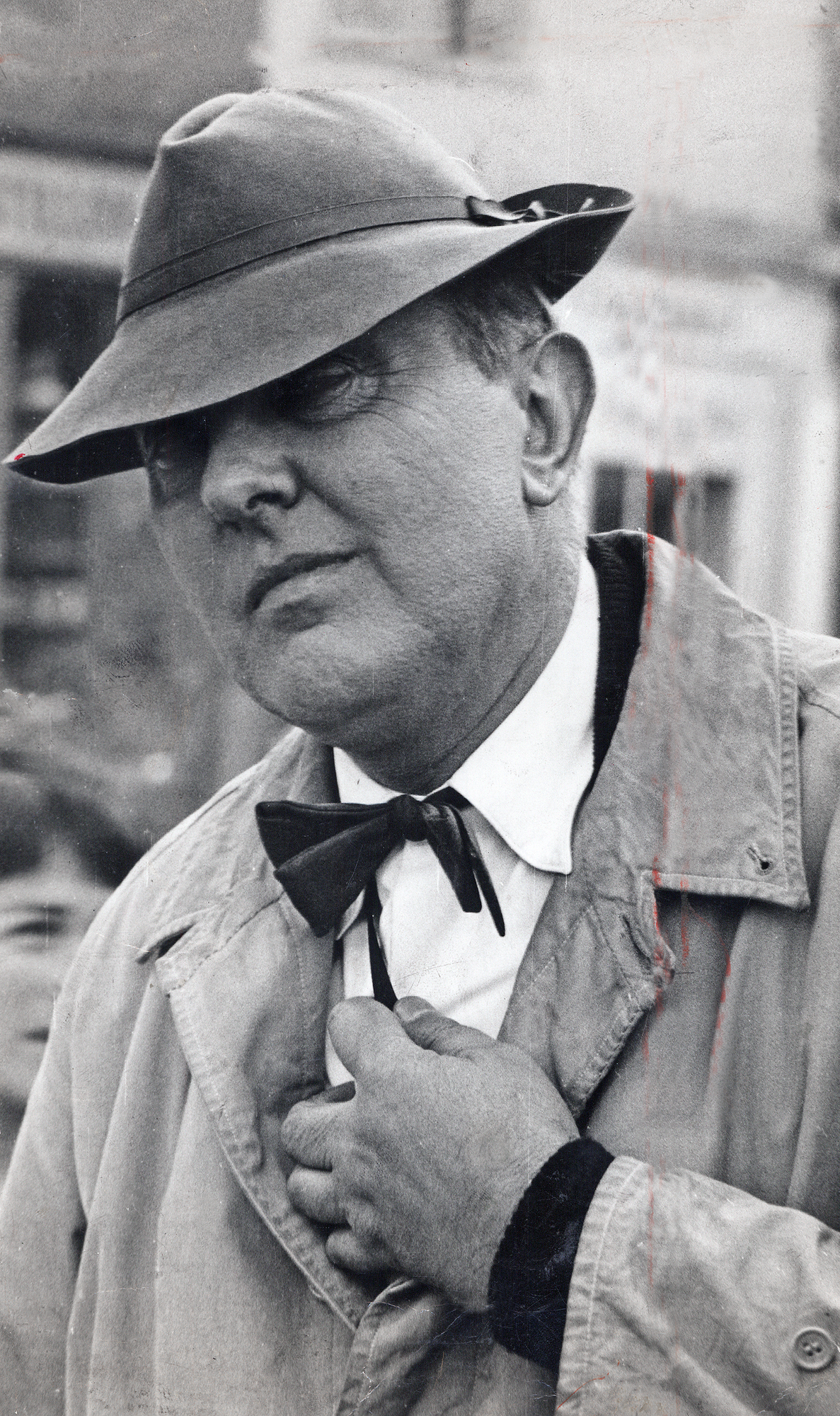
Monsieur Hulot.

Kenmerkend voor het uiterlijk van het personage zijn de beige jas, de hoed, de pijp, de iets te korte broekspijpen en in zijn beweging het specifieke loopje. Monsieur Hulot is onaangepast aan de maatschappij en botst met de technologie en het onpersoonlijke van de samenleving waarin hij verkeert. Hij is ontsnapt uit de wereld van de stomme film en tracht zich met mime staand te houden in de veranderende wereld.
Monsieur Hulot treedt op in de Tati-films Les Vacances de monsieur Hulot (1953), Mon oncle (1958), Playtime (1967) en Trafic (1971). Het personage heeft zelfs een cameo in een film van een andere regisseur – Domicile conjugal (1970) van François Truffaut – al werd hij hierin vertolkt door Jacques Cottin, die aan diverse Tati-films had meegewerkt.
Jacques Tati liet zich voor het personage inspireren door de architect Hulot die in hetzelfde appartementsgebouw als hijzelf woonde. Diens kleinzoon is de Franse onderzoeksreporter en tussen mei 2017 en augustus 2018 minister Nicolas Hulot.
Het strand bij de opnamelocatie voor Les Vacances de monsieur Hulot (1953) in Saint-Marc-sur-Mer heet tegenwoordig officieel Plage de M Hulot. Bij het strand staat een bronzen standbeeld dat Emmanuel Debarre op verzoek van Tati's dochter maakte.

## Trivia
- Hulot had een cameo in het De Kiekeboesalbum Klavertje Vier, waar hij Marcel Kiekeboe de weg wijst.
- Rowan Atkinson liet zich voor zijn typetje Mr. Bean door Hulot inspireren.[bron?]